# Grantia mirabilis
Grantia mirabilis är en svampdjursart som först beskrevs av Robert Fredric Fredrik Fristedt 1887.  Grantia mirabilis ingår i släktet Grantia och familjen Grantiidae. Inga underarter finns listade i Catalogue of Life.